# حسين أباد (فسا)
حسين أباد (بالفارسية: حسین‌آباد) هي قرية تقع في Jangal Rural District في إيران. يقدر عدد سكانها بـ 42 نسمة .